# Thérèse Stutzmann
Thérèse Stutzmann (née le 10 mai 1913 à Copenhague et morte le 3 septembre 1944 à Merviller) est une résistante française, membre des Forces françaises de l'intérieur. Elle est fusillée par les Allemands à Merviller.

## Biographie
Marie Thérèse Stutzmann est née le 10 mai 1913 à Copenhague selon son dossier au Ministère de la défense. Sa famille semble être établie à Buhl, la tombe familiale, où le nom de Thérèse Stutzmann est inscrit, se trouve dans le cimetière de la localité et plusieurs de ses six frères et sœurs y sont nées et/ou décédés.
Elle entre dans la Résistance et fait partie des FFI. 
Elle vit à Domèvre-sur-Vezouze, chez son frère, le curé Henri Stutzmann, alias Capitaine Laforge, chef FFI, responsable du secteur 44 qui s’étend de Cirey sur Vezouze, vers Avricourt et jusqu’aux abords de Lunéville. 
La nuit du 29 août 1944, le Sicherheitsdienst (service de sécurité, SD) allemand investit le presbytère de Domèvre-sur-Vezouze dans l'espoir d'y trouver  Henri Stutzmann, qui ne s'y trouve pas. Ils arrêtent les personnes présentes : sa sœur, Thérèse Stutzmann, André Hachon, 19 ans, et Pierre Mathieu, deux jeunes résistants de Lunéville venus chercher des armes et l'abbé René Arnould, récemment nommé et venu se présenter à son confrère Stutzmann,. 
Thérèse Stutzmann, arrêtée pour participations aux transmissions radio du Groupe Mobile Alsace-Lorraine, est incarcérée à Baccarat avec Andrée Gadat. Les deux femmes sont torturées mais ne parlent pas. D'après un message d'Andrée Gadat passé à sa mère, elles pensent qu'elles vont être déportées. Mais la situation militaire devient critique en Lorraine pour l’occupant et, plutôt que de déporter les résistants capturés, les chefs du SD de Baccarat décident de les passer par les armes.
Les trois hommes arrêtés avec Thérèse Stutzmann et six autres, sont fusillés à Merviller (54120), dans la forêt de Grammont le 1er septembre 1944, y compris l'abbé Arnould qui n'a joué aucun rôle dans la résistance.
Andrée Gadat et Thérèse Stutzmann, âgées de trente et un ans l’une et l’autre, sont exécutées le matin du dimanche 3 septembre, à deux cents mètres de l’endroit où les neuf hommes détenus avec elles ont été massacrés deux jours auparavant. Un soldat américain découvre leurs corps le 11 novembre 1944, soixante-dix jours après leur exécution.
Thérèse Stutzmann est inhumée dans le cimetière de Buhl, dans la tombe familiale.

## Hommage posthume
Le nom de Thérèse Stutzmann est gravé sur :
- le monument de la Résistance de Cirey-sur-Vezouze[8],
- le monument aux morts de Domèvre-sur-Vezouze[9],
- la plaque commémorative dans la même commune, indiquant « A la mémoire des victimes de la barbarie nazi en 1944, Action des résistants FFI section 412 »[9],
- la stèle des fusillée à Merviller « Ici ont été fusillés par la Gestapo le 3 septembre 1944 Mme Andrée Gadat, Mme Thérèse Stutzmann »[7]

- le monument aux morts de Buhl[10]